# Lê Quang Tiến
Lê Quang Tiến sinh năm 1965 tại Thanh Hóa, là kiểm sát viên người Việt Nam. Ông nguyên là Viện trưởng Viện kiểm sát nhân dân tỉnh Đắk Lắk.

## Tiểu sử
Lê Quang Tiến là đảng viên Đảng Cộng sản Việt Nam.
Năm 2009, Lê Quang Tiến là Phó Viện trưởng Viện kiểm sát nhân dân tỉnh Đắk Lắk.
Tháng 11 năm 2015, Lê Quang Tiến là Viện phó và người phát ngôn của Viện KSND tỉnh Đắk Lắk.
Do Viện kiểm sát nhân dân tỉnh Đắk Lắk để xảy ra nhiều sai phạm nên ngày 2 tháng 1 năm 2018, Viện trưởng Viện kiểm sát nhân dân tối cao Việt Nam Lê Minh Trí đã ra quyết định thanh tra đột xuất VKSND tỉnh này.
Từ ngày 1 tháng 3 năm 2018, Viện trưởng Trần Đình Sơn nghỉ hưu, Lê Quang Tiến được giao phụ trách VKSND tỉnh Đắk Lắk.
Theo kết luận Thanh tra đột xuất của Viện kiểm sát nhân dân tối cao Việt Nam số 60/KL-VKSTC tại VKSND tỉnh Đắk Lắk đầu tháng 9 năm 2018 sau hơn 8 tháng thanh tra, Lê Quang Tiến, Phó Viện trưởng Viện kiểm sát nhân dân tỉnh Đắk Lắc phải chịu trách nhiệm cá nhân trong việc tòa án tuyên hủy một số vụ án, ví dụ như Vụ án Nguyễn Trọng Nghĩa phạm tội "Đánh bạc" và "Tổ chức đánh bạc", vụ án Phạm Văn Thắng phạm tội "Tham ô tài sản". Ông cũng phải chịu trách nhiệm cá nhân vì để xảy ra sai phạm trong việc giải quyết mốt số vụ án như vụ án Đỗ Thái Vũ phạm tội "Vi phạm các quy định cho vay trong hoạt động của các tổ chức tín dụng", Hà Thăng Long phạm tội " Giết người" và "Cố ý gây thương tích", Nguyễn Xuân Lộc phạm tội "Giết người".
Từ tháng 4 năm 2019, Lê Quang Tiến là Tỉnh ủy viên Tỉnh ủy Đắk Lắk, Phó Viện trưởng phụ trách Viện kiểm sát nhân dân tỉnh Đắk Lắk.
Từ ngày 1 tháng 2 năm 2020, Lê Quang Tiến Phó Viện trưởng phụ trách VKSND tỉnh Đắk Lắk giữ chức vụ Viện trưởng VKSND tỉnh Đắk Lắk, nhiệm kỳ bổ nhiệm là 5 năm.
Lê Quang Tiến nghỉ hưu từ ngày 1 tháng 7 năm 2025, thay thế ông là Phạm Trung Thuận, Bí thư Đảng ủy, Viện trưởng VKSND tỉnh Phú Yên .